# System of a Down
System of a Down es una banda armenio-estadounidense de heavy metal, formada en 1994 en Glendale, California. Está integrada por el vocalista Serj Tankian, el guitarrista Daron Malakian, el bajista Shavo Odadjian y el baterista John Dolmayan. 
Los miembros de la banda son de origen armenio. Todos ellos tienen familiares que fueron asesinados durante el genocidio armenio y pertenecen a la diáspora armenia. Aunque no describirían a System of a Down como una banda política, se han comprometido a difundir el conocimiento sobre el genocidio armenio y hacer propaganda contra el militarismo y el totalitarismo estadounidenses.
System of a Down hizo una pausa a partir del 13 de agosto de 2006 y durante los siguientes años los miembros trabajaron en varios proyectos paralelos. El 29 de noviembre de 2010 se anunció que se habían reunido y el 10 de mayo de 2011 se celebró el primer concierto en casi cinco años. Se ha discutido un sexto álbum de estudio dentro de la banda. El 6 de noviembre de 2020, lanzaron dos canciones, el primer material nuevo en quince años. Desde su debut, vendieron más de 40 millones de copias en todo el mundo.

## Historia

### 1992-1994: Soil
Las raíces de System of a Down se encuentran en la banda Soil, con sede en Los Ángeles, que incluía a Serj Tankian, Daron Malakian y Shavo Odadjian. Todos habían asistido a Rose and Alex Pilibos Armenian School, pero debido a su diferencia de edad, no se conocieron hasta 1993 mientras trabajaban en proyectos separados en el estudio de ensayo y grabación Nightingale Studios en Burbank (California). Antes de fundar Soil, Tankian era tecladista en la banda Forever Young, Malakian estaba en la banda Snowblind y Odadjian había tocado en las bandas Roswell y Van Buren. Fue durante su tiempo en Forever Young que Tankian conoció a Malakian, donde su primera colaboración fue en la canción «Waco Jesus», que Tankian había escrito sobre David Koresh. Tankian y Malakian fundaron Soil y trajeron a otros dos miembros: David «Dave» Hakopyan como bajista y Domingo «Dingo» Laranio como baterista. Odadjian se unió por primera vez a Soil como su gerente; sin embargo, hacia el final de la carrera activa de la banda, se convirtió en el guitarrista de apoyo. En 1994, Hakopyan y Laranio dejaron la banda porque sentían que no iba a ninguna parte. Entonces, Soil solo había actuado durante un concierto, que fue en el Café Club Fais Do-Do en Los Ángeles. Durante 1995, Soil grabó al menos un casete de demostración y la carrera activa total de la banda fue de ocho meses. Malakian ha dicho en retrospectiva que no consideraba que Soil fuera la banda que le convenía, pero que sólo cuando se fundó System of a Down se sintió como en casa. Tankian ha descrito las canciones de Soil como muy complejas y afirmó que «se podrían juntar siete u ocho canciones de System en una sola canción de Soil». Malakian ha dicho que las canciones de Soil duraban entre seis y siete minutos y que se parecían más a riffs que a canciones terminadas. Ha descrito el sonido de Soil como System of a Down mezclado con Rush y Frank Zappa. Fue cuando Malakian comenzó a comprimir las canciones de Soil y darles versos, estribillos y bucles melódicos que se creó el estilo musical de System of a Down. Más tarde, Soil se convertiría en el nombre de una canción incluida en el álbum debut de System of a Down de 1998 y también es el nombre de un poema en el libro de poesía de Tankian de 2001, Cool Gardens.

### Inicios (1994-1997)

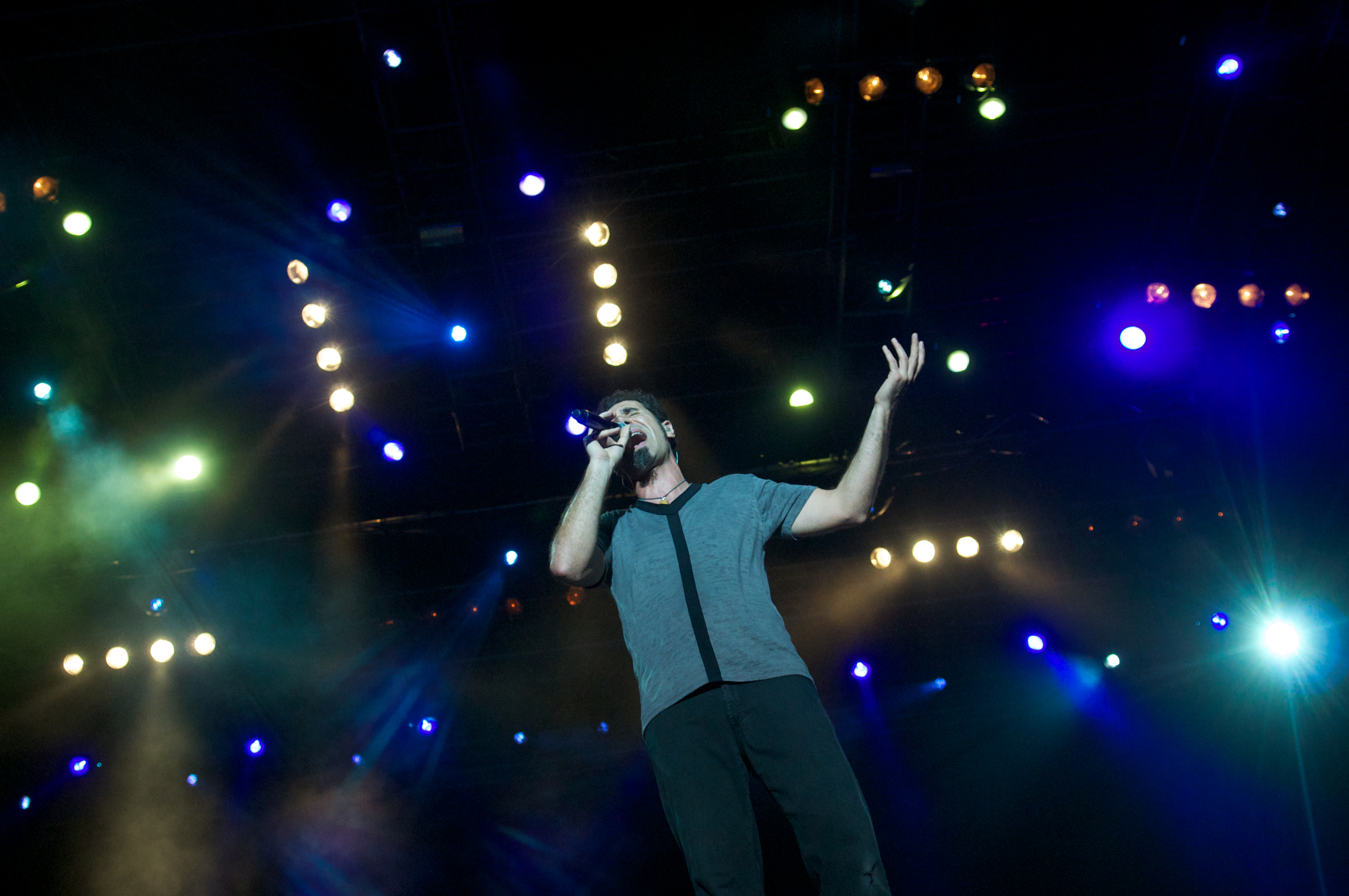
Serj Tankian.

En 1994, tras la ruptura de Soil, Tankian, Odadjian y Malakian formaron una nueva banda, junto a Ontronik Khachaturian, un viejo amigo de Malakian y Odadjian, que había tocado con Malakian en una banda llamada Snowblind durante su adolescencia. El grupo tendría como nombre «Victims of a Down» por un poema escrito por Malakian. Sin embargo la palabra «Victims» fue cambiada por «System» ya que Odadjian pensó que la alteración podría atraer a un público mucho más amplio.
Se cree que su primera grabación fue un demo que contenía dos canciones: Flake y Toast. El primer demo no oficial es conocido como The Untitled Demo Tape, que contenía los temas P.I.G. (demo de Mr. Jack), la primera versión de The Metro (cover del grupo Berlin), Flake y Toast. Otros temas que también se cree que fueron grabados en ese tiempo son Roulette, 36 y X, que después serían usados en lanzamientos oficiales, además de Friik, Blue, Storaged y Marmalade.
En 1995, la banda lanzó su primer demo oficial, este tenía muy baja calidad y sólo era vendido en sus conciertos. El demo contenía Dam, Sugar, Suite-Pee y P.L.U.C.K., estas tres últimas fueron utilizadas en el primer álbum homónimo de la banda. El grupo seguía dando conciertos y escribiendo nuevo material, y ya en 1996 salió a la luz su segundo demo. Este tenía mucha mejor calidad que el anterior, y contenía las canciones Honey, Temper y Soil. La última fue utilizada para el primer álbum en 1998, las otras dos nunca fueron regrabadas, pero existen diversas versiones en vivo. En 1997 la banda grabó su tercer demo, que contenía Peephole, Know y War. Existe otra versión promocional de este demo, que estuvo a la venta sólo unos días y muy poca gente compró. La diferencia es que este demo contenía una canción más, que no había sido listada, al parecer durante la grabación fue como una improvisación. Esta canción se filtró en Internet en 2009, cuando un fan la descubrió y decidió compartir la noticia. La canción es conocida como The Missing Song.
En 1997, Andy Khachaturian abandona la banda, y es aquí cuando un conocido de Serj John Dolmayan, se une al grupo. Dado que aún no podían vivir de su música, cada uno se dedicaba a su profesión: John vendía cómics en un negocio frecuentado por Serj llamado Comic-Con; Shavo trabajaba en un banco y Serj estudiaba administración de empresas e ingresó en la Universidad de Artes Visuales y Musicales.
Unos meses después, durante la presentación en The Whiskey A Go Go, captaron la atención del productor Rick Rubin, quien quedó impresionado con su música y les pidió mantenerse en contacto con él. Lanzaron un cuarto demo más y lo mandaron a varias disqueras, la única interesada fue American Recordings de Columbia Records, precisamente donde trabajaba el propio Rick Rubin; que firma al grupo el 30 de julio de 1997.

### System Of A Down(1998-2000)

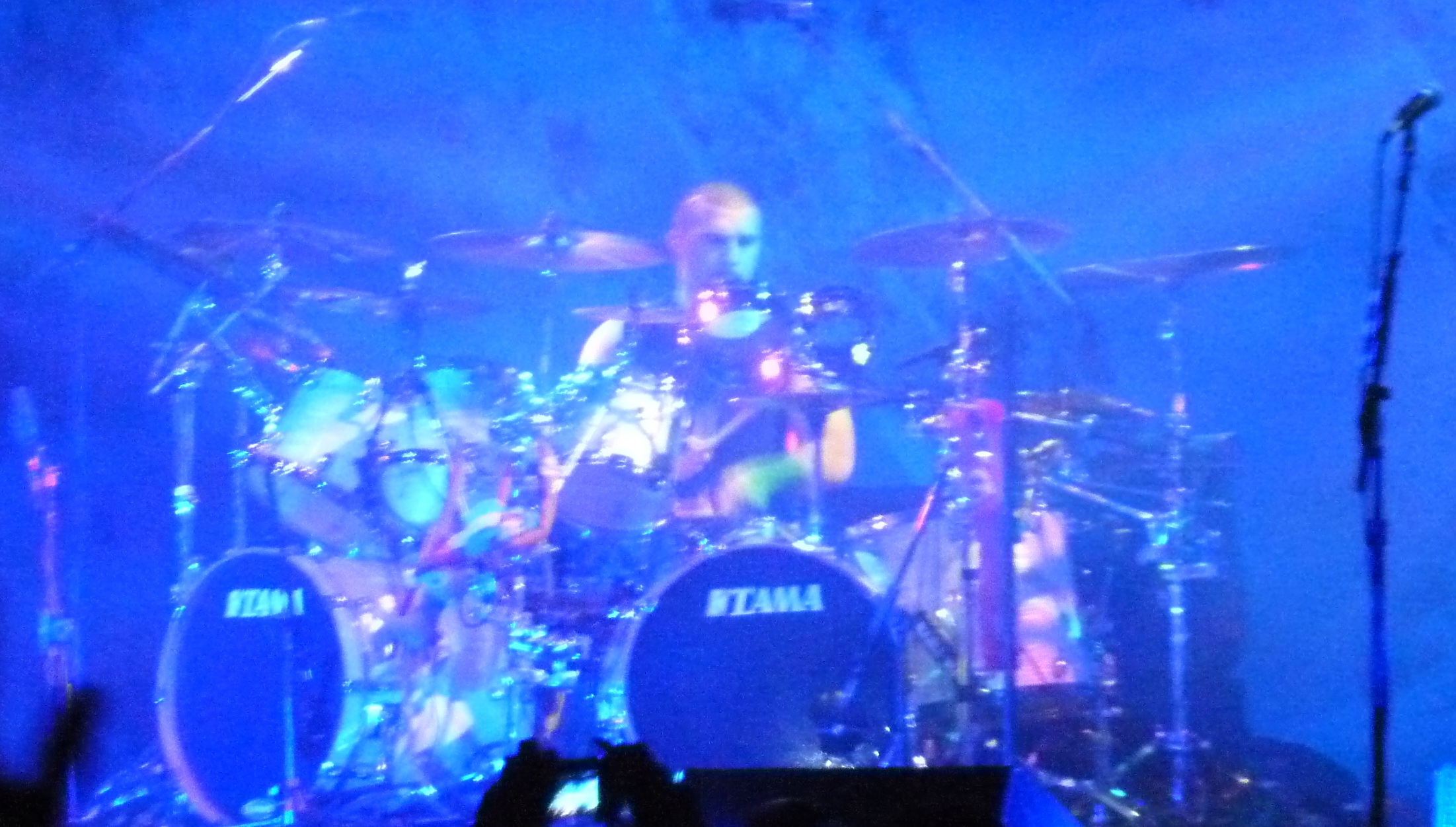
John Dolmayan.

El 30 de junio de 1998, la banda sacó al mercado su primer álbum de estudio, System of a Down. La banda obtuvo un éxito moderado con su primer sencillo, Sugar, que se convirtió en favorito de las radios estadounidenses, seguido por el sencillo Spiders. Realizaron una larga gira abriendo conciertos para Slayer y Metallica antes de conseguir una actuación en el segundo escenario del Ozzfest. Después de Ozzfest salieron de gira con Fear Factory e Incubus antes de encabezar la gira Sno-Core con Puya, Mr. Bungle e Incubus de teloneros. En el 2000 participaron en el álbum Nativity in Black 2 (homenaje a Black Sabbath) con su versión de la canción Snowblind.

### Toxicity(2001-2002)

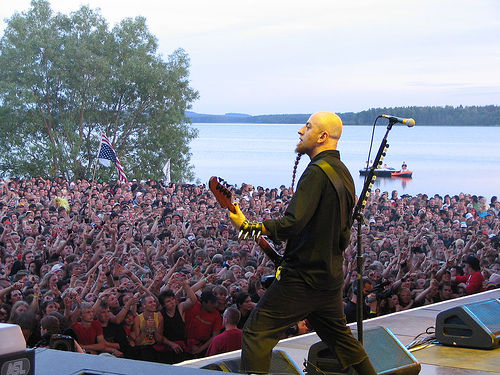
Shavo Odadjian, bajista de System of a Down, ha dirigido varios videos musicales de la banda.

La gran oportunidad vino cuando la crítica aclamó su segundo álbum, Toxicity, presentándose en el puesto número 1 en las listas estadounidenses y canadienses, finalmente alcanzando disco multiplatino. Desde entonces, el álbum ha vendido alrededor de 5 millones de copias en todo el mundo. Este fue número 1 en EE. UU. en la semana de los ataques del 11 de septiembre y el ambiente político causado por los ataques añadido a la controversia que envolvía su sencillo Chop Suey! causó que fuera suprimido de la radio durante varias semanas, ya que contenía una fuerte letra política tal como «I don't think you trust in my self-righteous suicide» (‘no creo que confíes en mi hipócrita suicidio’). A pesar de eso, el vídeo ganó constante reproducción en MTV y otros canales populares de Estados Unidos también como el segundo sencillo, Toxicity. Incluso con la controversia rodeando Chop Suey!, canción por la cual ganaron una nominación al Grammy, System of a Down todavía recibe constante reproducción en los Estados Unidos a lo largo de finales de 2001 y 2002 con sus éxitos Toxicity y Aerials. Además estuvo de Tour el 21 de septiembre del mismo año hasta el 31 de octubre por gran parte de Estados Unidos en el The Pledge of Allegiance Tour junto a Slipknot, Mudvayne, Rammstein, American Head Charge y No One.

### Steal This Album!(2002-2004)
A finales del año 2001, algunas canciones nunca publicadas que habían sido grabadas durante la creación de Toxicity llegaron a Internet: Bubbles y Defied You (una versión preliminar de Nüguns pero con otra letra). La banda declaró que los fanes estaban oyendo material que no estaba terminado, y pronto la banda volvió al estudio para regrabar esas canciones. El resultado fue su tercer álbum, Steal This Album!, publicado en noviembre de 2002. Se agregaron nuevas canciones, como Innervision, Fuck the System, Ego Brain y Roulette.
El álbum fue único dentro de los propios, ya que no tenía cuadernillo. También fueron publicadas 50.000 copias especiales del álbum con diferentes diseños del CD, cada una diseñada por cada miembro del grupo. El álbum es una referencia al libro de contracultura de Abbie Hoffman titulado Roba este libro. Los sencillos Innervision e I-E-A-I-A-I-O fueron publicados como promociones solo para radio y recibían constante reproducción en radios alternativas. El vídeo de Boom! fue grabado por el director Michael Moore por la protesta a la invasión de Irak de 2003. System of a Down dio pocas presentaciones en vivo de Steal This Album!; una de ellas fue en el Reading Festival 2003, en el que la banda participó. Hay dos curiosidades con respecto al baterista John Dolmayan y este álbum: es su álbum favorito, confesado en una entrevista otorgada a Alfredo Lewin, para la radio chilena Sonar FM en la previa a su show del 7 de octubre de 2011 en Santiago. La otra curiosidad es que a partir de este álbum se empezó a dejar crecer el pelo.
Una historia alternativa cuenta que el origen de este disco se relaciona con un proyecto de álbum llamado Toxicity II. El relato cuenta que el listado de canciones ya estaba preparado para revisiones finales y pronto lanzamiento, pero aparentemente el material cayó en manos de un fanático, que divulgó inmediatamente el material, arruinando la producción del nuevo disco de la banda. La mala pasada obligó al grupo a regrabar las canciones, cambiando la letra o agregando detalles a la mayoría. Se cree que esta fue otra razón por la cual el disco lleva el nombre Steal this album! (Roba este álbum!).
No se sabe a ciencia cierta si el nombre que reciben las canciones fueron puestas por fanáticos o por la banda misma, pero algunas de ellas aún se pueden encontrar en internet, como son las canciones Why?, Waiting for you, Side of the freeway, We don't give a o Want me to try.
En Steal this album! se encuentran las regrabaciones de la mayoría de las canciones incluidas en Toxicity II, cambiando el nombre de estas: Want me to try en Highway song, Everytime en Boom!, Side of the freeway en Mr. Jack (canción del demo del año 1995 llamada PIG), y Waiting for you en Thetawaves, entre otras.

### Mezmerize/Hypnotize(2005-2006)

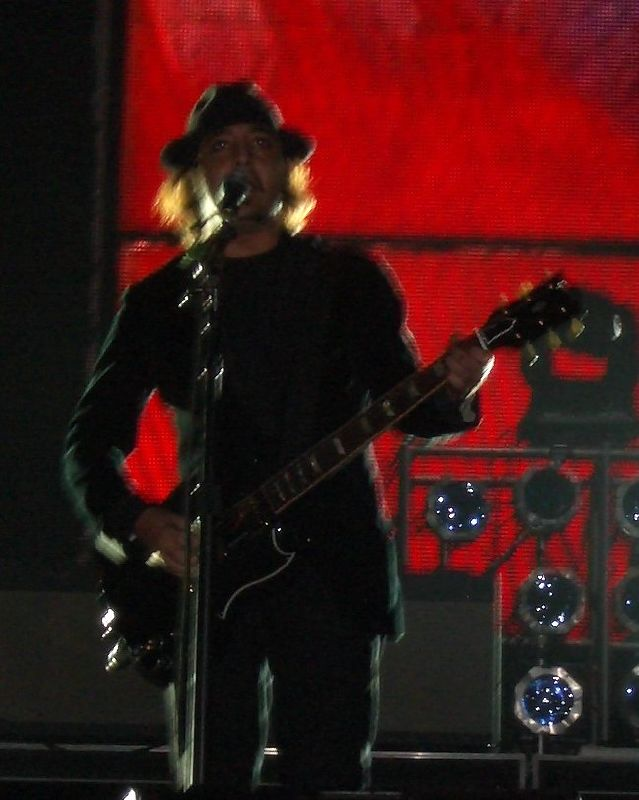
Daron Malakian tomó mayor protagonismo vocal en el álbum doble Mezmerize/Hypnotize.

Entre 2004 y 2005, la banda produjo un álbum doble llamado Mezmerize/Hypnotize, que fueron publicados por separado. La primera parte, Mezmerize, fue publicado en mayo de 2005, y recibió críticas favorables. Debutó en el primer puesto en Estados Unidos, Canadá, Australia y alrededor del mundo, convirtiéndose en su segundo álbum en llegar al puesto n.º 1 en ventas. La primera semana de ventas consiguió vender unas 800.000 copias en todo el mundo. Hubo un triunfo en los Grammy Award por su primer sencillo B.Y.O.B. (siglas de Bring Your Own Bombs), el cual cuestiona la integridad de la guerra. El siguiente sencillo, Question!, fue publicado junto con el videoclip, que dirigió el bajista Shavo Odadjian. Siguiendo la publicación de Mezmerize, la banda hizo extensas giras en Estados Unidos y Canadá con The Mars Volta y Bad acid trip de teloneros.
Siguiendo la publicación del sencillo Hypnotize, la segunda parte del álbum doble Mezmerize/Hypnotize fue publicada en noviembre de 2005. Como Hypnotize, al debutar fue número 1 en Estados Unidos, haciendo de ellos, junto con The Beatles, Guns N' Roses y el rapero DMX, los únicos artistas que consiguieron dos álbumes de estudio en el puesto n.º 1 en un mismo año; tuvo una fuerte respuesta por parte de la crítica. Su segundo sencillo del álbum Hypnotize es Lonely Day, publicado en febrero en Estados Unidos.

### Hiato y proyectos paralelos (2006-2010)
En febrero de 2006, System of a Down ganó el Grammy a la mejor ejecución hard rock por el sencillo B.Y.O.B. En mayo de ese año, Daron Malakian anunció que se tomarían un descanso bastante prolongado tras su participación en la gira Ozzfest. Sin embargo, aclaró que no se trataba de una disolución del grupo. Malakian anunció que estaba formando una banda llamada Scars on Broadway.

Esta noche será el último show que tocamos desde hace mucho tiempo juntos", dijo Malakian a la multitud durante la ejecución del domingo pasado. "Estaremos de vuelta Simplemente no sé cuándo.
System of a Down

Serj Tankian continúa con su propio sello (Serjical Strike Records), anunciando también su propio proyecto solista, en el que publicó su primer disco bajo el nombre Elect the Dead el 7 de octubre de 2007 con gran éxito de crítica y público. Malakian y Dolmayan lanzaron Scars on Broadway el 29 de julio de 2008. Su primer sencillo They Say, salió el 26 de julio del 2008 a través de Yahoo! Music.com. Dolmayan, junto con el trabajo con Scars on Broadway, formó su propia banda, Indicator. Así como abrir una tienda en línea de cómics Odadjian prosiguió su proyecto con RZA de Wu-Tang Clan, un grupo de hip-hop llamado AcHoZeN, con los que trabajó anteriormente en una canción para System of a Down: Shame on a Nigga. Trabajó en su página web urSESSION (sello discográfico), y actuó como miembro de la leyenda del funk George Clinton como de apoyo.
En junio de 2008 se rumoreó que Serj Tankian expresó su intención de que el grupo representara a Armenia en el Festival de la Canción de Eurovisión 2009 celebrado en Moscú; pero más tarde, él mismo dijo en una entrevista que no había dicho tal cosa, simplemente un periodista le había preguntado si participaría en un concurso musical donde pudiesen tocar una canción sobre el genocidio armenio, y contestó que podría ser buena idea, pero nunca dijo que quería participar en Eurovisión, y que ni siquiera sabía lo que era. Malakian, en una entrevista en Internet, aseguró que no estaba presionado por una reunión inmediata de la banda y que estaba enfocado en su proyecto Scars on Broadway.
Después de casi 3 años de receso, el 31 de octubre de 2009, en un concierto de Scars on Broadway, Shavo Odadjian se reunió con Daron Malakian y John Dolmayan para tocar They Say, y como sorpresa Suite Pee, de System of a Down, además de una canción desconocida. Después de esto, entrevistaron a Dolmayan y a Luix preguntándole que si ese era el regreso de System of a Down, y él afirmó que sí, y que probablemente en 2010 estarán preparando un nuevo disco.[cita requerida]
Tras varias semanas, el 29 de noviembre de 2010 la banda anunció oficialmente que se reuniría para llevar a cabo varios espectáculos en junio de 2011. Todos los lugares fueron festivales europeos de música. En la gira de reunión prometieron conciertos en Milán, Numberg, Nurburgring, París, Donintong Castle, Interlagos, Nickelsdorf, Berlín, Seinajoki y Gothemburg durante el mes de junio de 2011. El 1 de marzo de 2011, la banda anunció varios conciertos en el oeste de los Estados Unidos en mayo y junio. La gira de reunión arrancará en Edmonton, Canadá. También participaron en el Rock in Rio, en octubre de 2011 cerrando ese festival junto a Guns N'Roses. Luego se anunció una gira para algunos países latinoamericanos, como Argentina, Brasil, Chile y México.

### Reunión y gira de reencuentro (2011-2015)

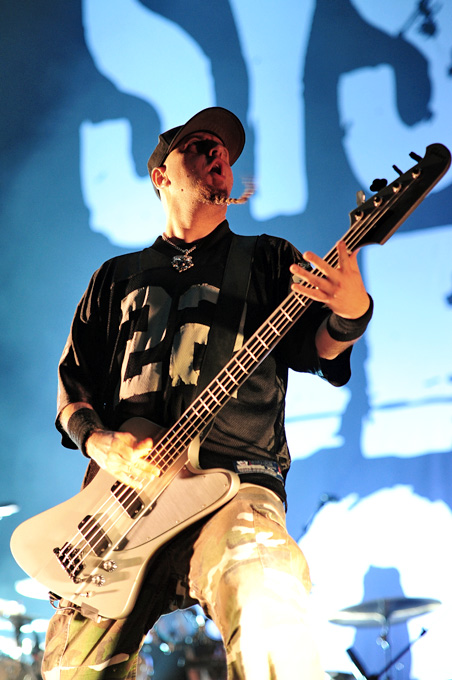
Shavo Odadjian en 2012 con System of a Down.

El 29 de noviembre de 2010, tras varias semanas de rumores en Internet, System of a Down anunció oficialmente que se reuniría para una serie de grandes fechas de festivales europeos en junio de 2011. Entre la gira anunció fechas comprendidas del Reino Unido (Download Festival), Suiza (Greenfield Festival), Alemania (Rock am Ring y Rock im Park), Suecia (Metaltown), Austria (Nova Rock Festival) y Finlandia (Provinssirock).
El 1 de marzo de 2011, la banda anunció que tocaría varios shows en América del Norte durante mayo y junio. La gira comenzó el 10 de mayo de 2011 en Edmonton, Alberta. El 4 de mayo de 2011, en Brasil el promotor Roberto Medina anunció que sería principal figura, junto con Guns N' Roses, en Rock in Rio 2011. La banda comenzó también su primer tour por Sudamérica, abriendo el 28 de septiembre de 2011 en Ciudad de México, pasando por distintos países de América del Sur para concluir en Santiago de Chile el 7 de octubre de 2011. Desde fines de febrero hasta principios de marzo de 2012, encabezó cinco presentaciones en Soundwave. Fue además la primera vez que la banda viajó a Australia desde 2005.
Frente a la pregunta sobre si en octubre de 2011 la banda grabaría un nuevo álbum, John Dolmayan respondió:

Lo iremos viendo con el día a día. [...] Normalmente no trabajamos durante Navidad, así que estaremos en casa durante los próximos tres o cuatro meses. Luego Serj [Tankian] se irá a Nueva Zelanda por un par de meses (vive parte del tiempo en Nueva Zelanda). Luego creo que tiene un nuevo álbum en solitario que saldrá el próximo verano. Así que quizás vean a System en tour el verano que viene, quizá no. Para la gente que está esperando un álbum -sé que hay un montón de gente esperando un álbum-, yo estoy esperando un álbum tanto como ellos. Ocurrirá cuando sea y cuando seamos capaces de hacer algo que supere lo que hemos hecho en el pasado.
System of a Down

El 11 y 12 de agosto de 2012, System se presentó en los festivales Heavy MTL y Heavy T.O. en Montreal y Toronto, respectivamente.
El 23 de abril de 2012 se anunció en la página web de la banda que harían una gira de verano por Estados Unidos y Canadá, junto con la banda Deftones.
Luego de la extensa gira, la banda retomó sus proyectos alternativos: Malakian volvió a trabajar con Scars on Broadway, esta vez sin la participación de Dolmayan; Tankian se prepararía para lanzar su cuarto disco de estudio en solitario ORCA; en cuanto a Odadijan, siguió trabajando con otras bandas, como Achozen, y como DJ.
El 23 de noviembre de 2014, System of a Down anunció el Wake Up The Souls Tour para conmemorar el centenario del genocidio armenio. La gira incluyó un concierto gratis en la Plaza de la República en Ereván, Armenia el 23 de abril de 2015, su primer espectáculo en el país.

### Sexto álbum de estudio (2016-presente)
Serj Tankian fue entrevistado el 9 de enero de 2015 por la revista Rolling Stone y se le preguntó sobre algún plan de lanzar al mercado un nuevo álbum y Tankian dijo que habían hablado sobre el nuevo disco y que ha compuesto algunas canciones para un futuro álbum: «Tengo algunas composiciones que podrían funcionar, pero no estoy seguro».
El 31 de agosto de 2016, a través de sus cuentas de Instagram, Shavo Odadjian y John Dolmayan publicaron fotografías de ellos en un estudio de grabación junto a Daron Malakian, con el hashtag #letsdothis (en español: hagamos esto).
El 18 de octubre de 2016, Odadjian y Dolmayan, volvieron a hacer publicaciones en sus redes sociales. Esta vez publicaron videos en un estudio de grabación junto a Malakian, mientras que el vocalista Serj Tankian estuvo ausente.
El 9 de noviembre de 2016, John Dolmayan confirmó en una entrevista para en la revista Kerrang!, que System of a Down había estado trabajando para un nuevo álbum de estudio y habían grabado alrededor de 15 canciones. «Nuestra capacidad para tocar es mejor que nunca y vamos probando cosas nuevas. No estamos tratando de hacer Toxicity parte II porque ese fue, de lejos, nuestro mejor disco. Esto tiene que ser algo para una nueva generación de fans de System of a Down para que todo el mundo pueda ver que no nos dormimos en los laureles» dijo el baterista.
En una entrevista en abril de 2018, Daron Malakian dijo que la banda no abandonó la idea de hacer material nuevo. Mientras hablaba sobre su proyecto en solitario en mayo de 2018, hizo una breve mención de que System of a Down no estaba haciendo música en este momento. Al hablar con Ted Stryker de KROQ-FM en junio de 2018, Dolmayan dijo que estaba listo para comenzar a trabajar en el próximo álbum, pero que «algunos miembros de mi banda no han podido estar de acuerdo». Luego expresó incertidumbre sobre si alguna vez se haría. Poco después, Malakian señaló a Tankian como la razón por la que aún no se había lanzado un nuevo álbum. En una publicación en Facebook, Tankian detalló su visión de los conflictos pasados y presentes de la banda y su situación general, diciendo «no pudimos estar de acuerdo en todos estos puntos, así que decidimos dejar de lado la idea de un nuevo álbum por el momento». Dolmayan luego culpó a todos los miembros de la banda debido a las diferencias personales y creativas que les han impedido grabar un nuevo álbum de estudio.
El 5 de noviembre de 2020, en respuesta a la guerra de Nagorno-Karabaj de 2020, System of a Down lanzó sus primeras canciones en 15 años, Protect the Land y Genocidal Humanoidz, las cuales «hablan de una guerra terrible y seria que se está perpetrando en nuestras patrias culturales de las Repúblicas de Artsaj y Armenia». Protect the Land también tuvo un video musical y fue el primer sencillo de la banda en 14 años, desde «Lonely Day». Las ganancias de las canciones fueron para ayudar al Fondo de Armenia y para las necesidades humanitarias de las familias desplazadas por la guerra.
En cuanto a un posible nuevo álbum, Dolmayan dijo a Rolling Stone: «Si fuera por mí, tendríamos un nuevo álbum cada tres años. Pero las cosas no dependen de mí. Estoy a merced de mi equipo, y aunque luché por ello durante muchos años con los miembros de la banda, he aceptado que es lo que es. Tenemos cinco álbumes y [ahora] dos canciones. Hemos logrado mucho en nuestras carreras. Si termina así, que así sea» En la misma entrevista, Malakian afirmó que Protect the Land y Genocidal Humanoidz originalmente iban a ser publicadas bajo su propia banda Scars on Broadway. Sin embargo, cuando el conflicto se concretó, la banda decidió unirse y lanzar las canciones bajo System of a Down en su lugar. Malakian también dijo que no veía a la banda haciendo nueva música a corto plazo, diciendo que los sencillos eran un algo único. Shavo Odadjian habló con Wall of Sound en una entrevista discutiendo la concepción de las canciones, diciendo: «Fue increíble ... A pesar de que hemos tenido nuestras diferencias, cuando estamos ahí es como hermanos haciendo música juntos, como si todo hubiera comenzado». Cuando se le preguntó si las dos canciones habían inspirado una nueva era de creatividad para System of a Down, Tankian le dijo a Triple J, en diciembre de 2020, «no saber, porque ahora estamos enfocados en lo que está pasando en Armenia. Hay una gran catástrofe humanitaria. Todavía estamos enfocados en recaudar fondos, crear conciencia sobre esto. El tiempo dirá si esto lleva a algo más o no».
En enero de 2023, Dolmayan afirmó que Tankian «realmente no ha querido estar en la banda durante mucho tiempo [...] y francamente debimos habernos separado en 2006. Intentamos reunirnos varias veces para hacer un álbum, pero habían ciertas reglas establecidas que dificultaban hacerlo y mantener la integridad de lo que representaba System of a Down». A pesar del gran revés, dijo que la química para tocar en vivo como una banda sigue siendo genial.

## Estilo e influencias musicales
System of a Down es una banda a la que le gusta experimentar con diferentes estilos musicales. Suelen clasificarse principalmente como una banda de metal alternativo, pero también se les ha categorizado dentro de los géneros hard rock, heavy metal, rock experimental, nu metal, metal progresivo, rock progresivo, thrash metal, art rock y avant-garde metal. Malakian dijo en una entrevista de 2005 que no creía que System of a Down perteneciera a un solo género y en una entrevista de 2003 dijo: «No somos una banda armenia, no somos una banda de heavy metal y tampoco una banda de nu metal. Somos System of a Down. La gente siempre quiere ponernos en una determinada categoría. Somos en lo que se ha convertido la música rock». Malakian también ha declarado. que no le gustaban ciertos aspectos de la guitarra dentro del género nu metal y que se alegraba de que System of a Down no hubiera caído en este género. Tankian ha dicho que pensaba que el estilo musical de la banda podría compararse con la música pop en términos de arreglos y no consideraba que System of a Down fuera una banda progresiva. Tankian también mencionó que la banda pasa mucho tiempo haciendo que su música suene como algo que nadie ha escuchado antes. Odadjian ha dicho que no le importa con quién se compare a System of a Down y que las etiquetas que algunas personas le ponen a la banda no tienen ningún efecto en su música.
Las letras de System of a Down han sido descritas como indirectas, sesgadas y dadaístas. Tankian ha dicho que primero escribe la música de una canción y luego encuentra un tema o sentimiento que esa música quiere transmitir. Después de eso, busca principalmente entre los poemas que ha escrito antes para reunir las letras. System of a Down incorpora una amplia gama de instrumentos en su música, como teclados, mandolina eléctrica, guitarra eléctrica, guitarra acústica, guitarra barítono, guitarra de doce cuerdas, sitar y oud.
Malakian ha dicho que ha sido influenciado personalmente por bandas como Wham!, The Beatles, Slayer, The Dead Boys, The Damned, Fleetwood Mac y Yes. mientras que Odadjian y Tankian mencionan a los Dead Kennedys, Bad Brains, Ozzy Osbourne, Black Sabbath, Metallica y Korn como fuentes de inspiración. Tankian también ha sido influenciado por los músicos de jazz Thelonious Monk, Chet Baker y Miles Davis. Dolmayan ha sido influenciado por bandas y artistas como Madonna, Lionel Richie, Kiss, Keith Moon, John Bonham, Stewart Copeland, Neil Peart y su propio padre, que era saxofonista. Khachaturian ha dicho que se inspiró en la música armenia, griega y libanesa, así como en Wolfgang Amadeus Mozart, Michael Jackson, Stevie Wonder, The Beatles, Pink Floyd, Björk, Metallica, The Prodigy, The Crystal Method, The Chemical Brothers y Underworld. Además de estas bandas y artistas mencionados anteriormente, también se pueden rastrear influencias de Primus, Suicidal Tendencies y Frank Zappa en el estilo musical de System of a Down.

## Activismo

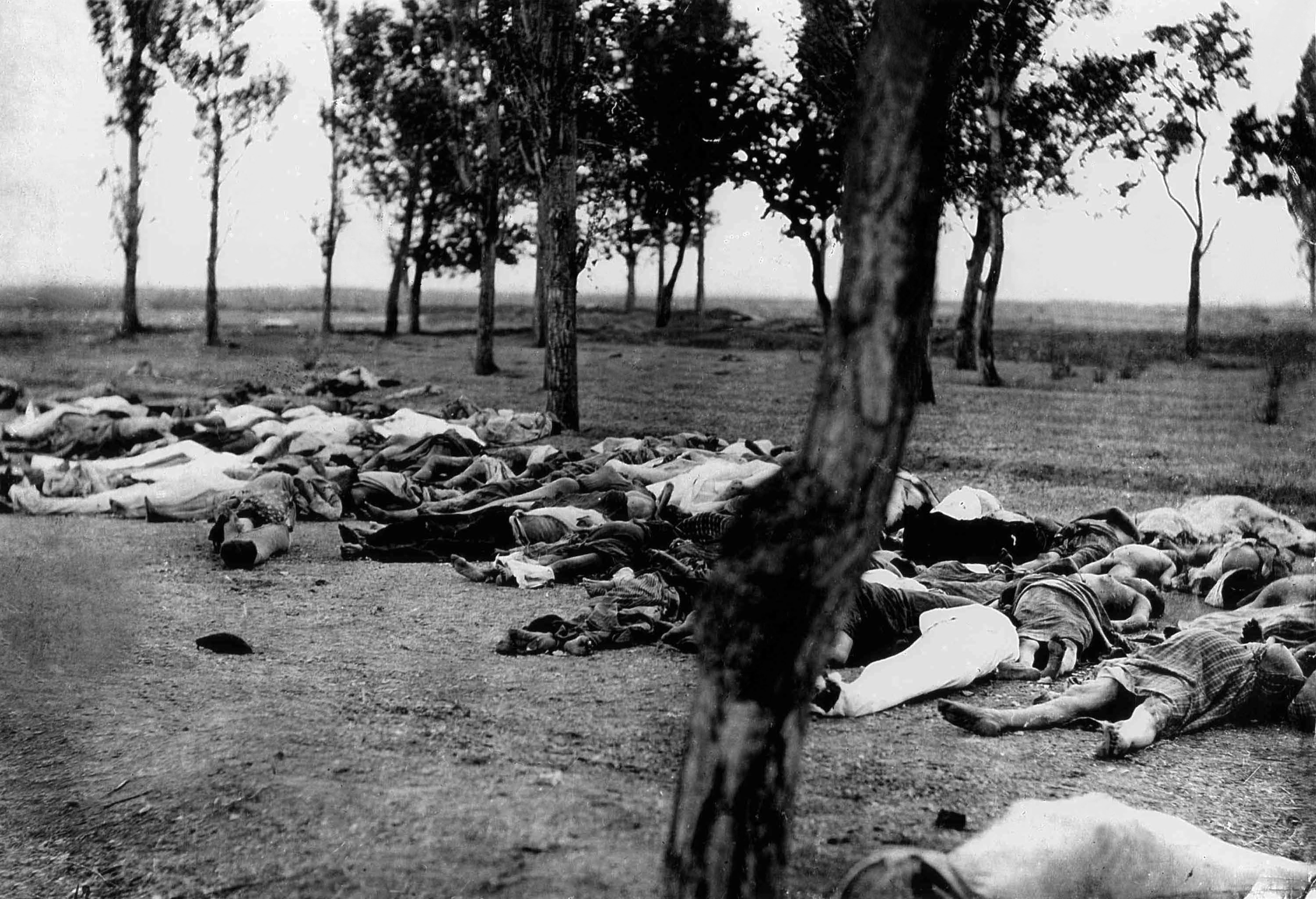
El genocidio armenio ha involucrado fuertemente a los miembros de la banda y los ha inspirado a escribir, entre otras cosas, las canciones «P.L.U.C.K.», «Chop Suey!» y «Holy Mountains».

System of a Down actúa mucho con fines antipropaganda, sobre todo en relación con el controvertido genocidio armenio, ya que todos los miembros de la banda tenían familiares que fueron asesinados en este suceso. La banda ha tomado la decisión activa de no realizar nunca un concierto en Turquía, porque el gobierno turco afirma que el genocidio armenio nunca tuvo lugar. Tankian ha dicho que si System of a Down hubiera tenido un concierto en el país, habrían tenido que hablar sobre el genocidio armenio, por consiguiente lo llevarían a prisión. Tankian también dijo que si los miembros de la banda se hubieran abstenido de hablar sobre el genocidio armenio en un posible concierto en Turquía, habría sido hipocresía. En una entrevista de 2015, Tankian mencionó que había solicitado permiso al gobierno turco para que System of a Down realizara un concierto en el país, pero nunca recibió una respuesta a cambio. En 2006, la banda apareció en Screamers, que es un documental centrado en el genocidio, y los miembros de la banda, centrados en Tankian, aparecieron en el documental Truth to Power (2021), que también aborda el tema. Tankian instó al entonces presidente estadounidense Barack Obama a reconocer el genocidio, lo que se mostró reacio a hacer públicamente. Cuando el 24 de abril de 2021, el presidente Joe Biden reconoció públicamente el acontecimiento, los miembros de la banda System of a Down le agradecieron poco después, calificando el reconocimiento como un «hito enormemente importante hacia la justicia». System of a Down actuó en 2015 en la gira Wake Up the Souls que conmemora el centenario del Genocidio Armenio y el 23 de abril de ese año la banda celebró su primer concierto en Armenia.
Tankian ha dicho que el mensaje de las canciones de System of a Down trata de romper las normas sociales que existen en la sociedad y transmitir experiencias emocionales. System of a Down ha protestado abiertamente por el enfoque político de Estados Unidos ante la guerra. Las canciones «Temper», «A.D.D. (American Dream Denial)» y «Tentative» son ejemplos de canciones pacifistas, mientras que «Boom!» y «B.Y.O.B.» critican fuertemente las acciones de Estados Unidos durante la guerra de Irak.
Los miembros de la banda han negado repetidamente el rumor de que System of a Down sería una banda política. Odadjian dijo en una entrevista de 1997 que System of a Down no era una banda política, y Tankian comentó que él personalmente estaba en contra del totalitarismo, pero eso no los convertía precisamente en una banda política. Desde entonces, Odadjian ha mantenido repetidamente esta afirmación, diciendo que la banda escribe sobre cosas que suceden en la sociedad actual y que la política juega un papel importante en la vida de las personas, pero que System of a Down también aborda otros temas como el sexo, las drogas, vida y muerte. Malakian dijo en una entrevista de 2003 que cualquiera que afirmara que System of a Down era una banda política no había escuchado con suficiente atención las canciones de la banda y en una entrevista de 2005 dijo que las canciones de System of a Down transmiten más un mensaje social más que uno político. Tankian comentó en una entrevista de 2000 que System of a Down no era una banda sociopolítica, ni pretendía serlo. Dolmayan afirmó en una entrevista de 2020 que alrededor del 12 por ciento de las canciones de System of a Down estaban basadas en política. A pesar de esto, se ha considerado que System of a Down radicaliza a los jóvenes oyentes y los propios miembros de la banda han dicho que tienen «puntos de vista [políticos] divergentes [dentro de la banda]».
System of a Down aborda temas como la religión y el misticismo en, entre otras canciones, «Science», «Tentative» y «Forest», donde se ha interpretado que esta última trata sobre la Biblia. Tankian ha dicho que «tiene la misma religión que un árbol», la cual explicó consistía en la que los indígenas de Estados Unidos han mezclado con el budismo y las ideas trascendentales. Malakian dijo en una entrevista que pensaba que la religión podía ser algo maravilloso para un individuo, pero que pensaba que se volvía problemática tan pronto como la religión se organizaba. Dolmayan ha dicho que todas las religiones son igualmente creíbles y que la enseñanza de que las religiones exigen que una persona mate a otras personas para su propia supervivencia o para proteger las fronteras terrestres se basa únicamente en el miedo.

## Premios y nominaciones
System of a Down ha sido nominado para cuatro premios Grammy, de los cuales ha ganado uno en 2006 a la mejor Interpretación de hard rock por la canción B.Y.O.B. La banda también ha sido nominado para varios Kerrang! y los premios MTV.
Premios Grammy
| Año  | Trabajo Nominado | Premio                            | Resultado |
| ---- | ---------------- | --------------------------------- | --------- |
| 2002 | Chop Suey!       | Mejor Interpretación de Metal     | Nominado  |
| 2003 | Aerials          | Mejor Interpretación de Hard Rock | Nominado  |
| 2006 | B.Y.O.B.         | Mejor Interpretación de Hard Rock | Ganador   |
| 2007 | Lonely Day       | Mejor Interpretación de Hard Rock | Nominado  |

General
- En 2005, System of a Down ganó por Mejor artista alternativo en los Europe Music Awards.
- En 2006, System of a Down ganó el premio MTV Good Woodie Award por su canción Question!
- En 2006, la canción de System of a Down Toxicity fue número 14 en la lista VH1 Top 40 Metal de canciones.

## Miembros de la banda
- Serj Tankian (1994-presente): Voz, teclados, guitarra rítmica.
- Daron Malakian (1994-presente): Guitarra líder, voz, coros.
- Shavo Odadjian (1994-presente): Bajo, coros.
- John Dolmayan (1997-presente): Batería, percusión.

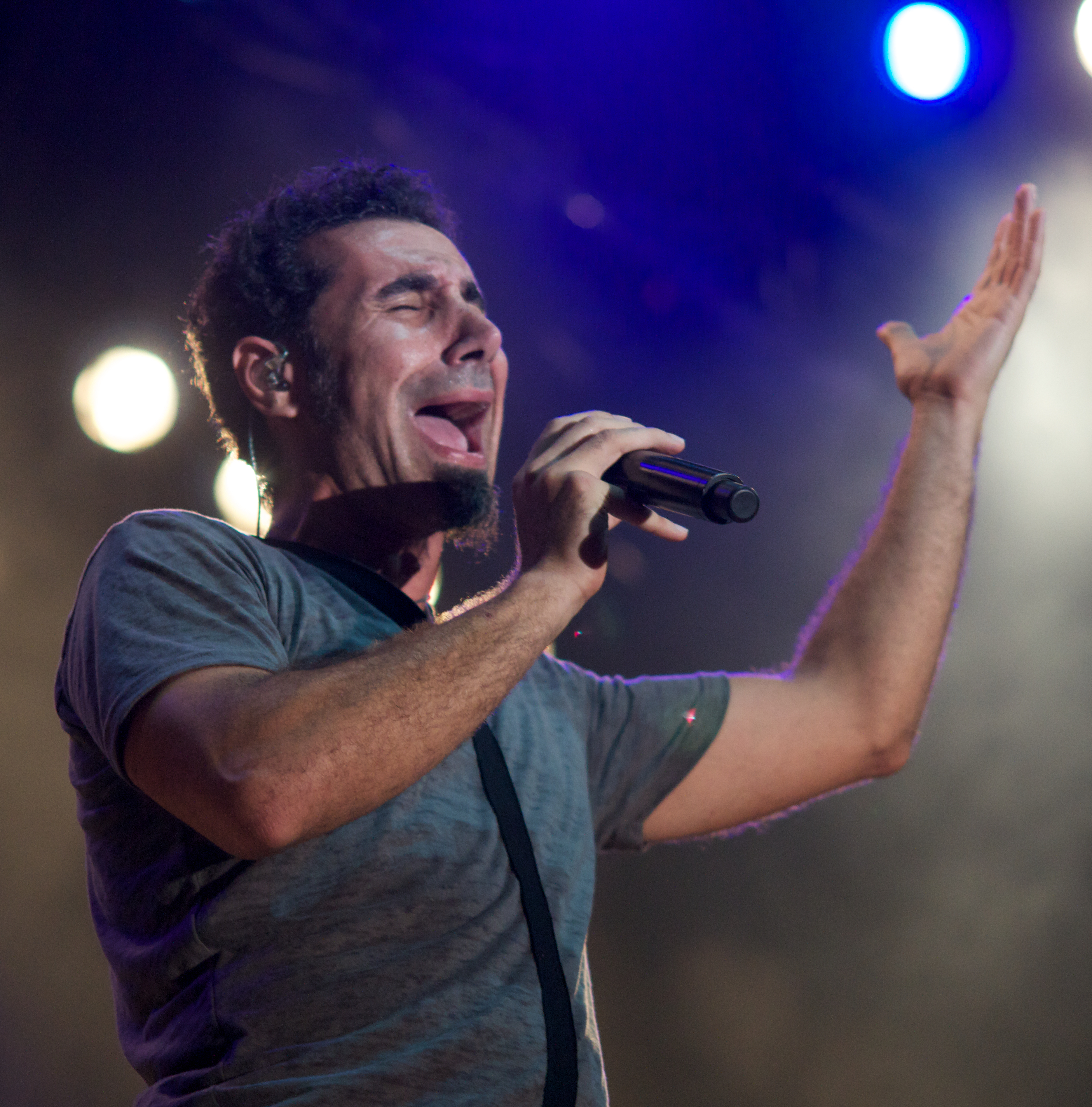
Serj Tankian Voz, teclados, guitarra
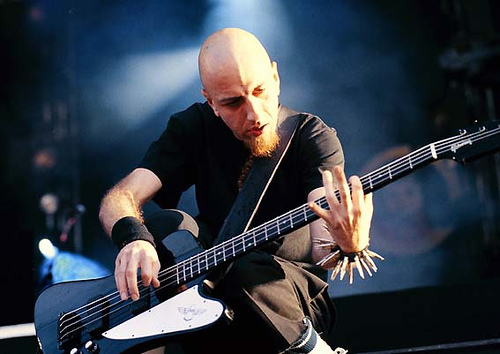
Shavo Odadjian Bajo, coros
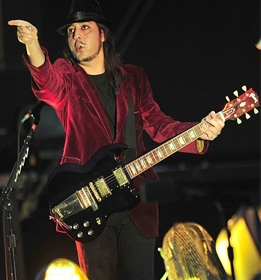
Daron Malakian Guitarra, voz, coros
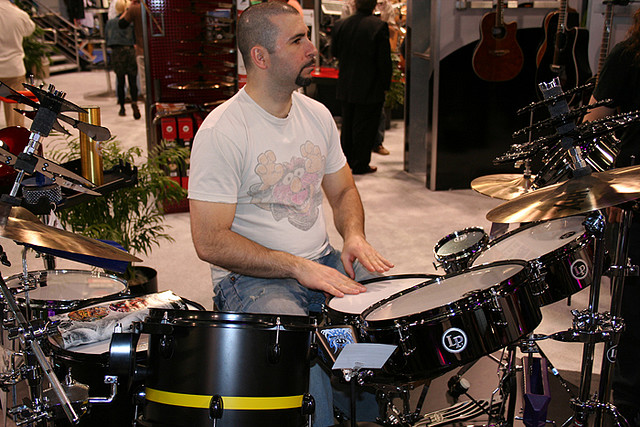
John Dolmayan Batería, percusión

### Miembros antiguos
- Andy Khachaturian (1994-1997): batería.

### Colaboradores ocasionales
- Arto Tunçboyacıyan: percusión, composición (en Toxicity: "Science" y "Arto". Steal This Album!: "Bubbles" y algunos conciertos en vivo en 2005).
- Harry Perry: guitarra rítmica (Ozzfest 2006).
- Ben Weinman: guitarra rítmica (Tour Oceanía 2012 y Madrid 2005).

## Discografía
- 1998: System of a Down
- 2001: Toxicity
- 2002: Steal This Album!
- 2005: Mezmerize
- 2005: Hypnotize